# Џимрије
Џимрије су насељено мјесто у општини Хан Пијесак, Република Српска, БиХ. Према попису становништва из 1991. у насељу је живјело 207 становника.

## Занимљивости
У селима Џимрије и Соколовићи је 1960. године смиљен играни филм Изгубљена оловка. Поред троје професионалних југословенских глумаца, сви остали актери филма су мјештани, и највећим дјелом ученици основних школа у селима Џимрије и Соколовићи.

## Становништво
Према попису становништва из 1991. године, мјесто је имало 207 становника, а сви су били Срби.
| Демографија | Демографија | Демографија |
| Година      | Становника  | Становника  |
| ----------- | ----------- | ----------- |
| 1948.       | 315         |             |
| 1953.       | 352         |             |
| 1961.       | 403         |             |
| 1971.       | 361         |             |
| 1981.       | 266         |             |
| 1991.       | 207         |             |

## Знамените личности
- Мирослав Пушоња, српски интелектуалац, доктор машинства, предавач и консултант за лидере у приватном и јавном сектору.